# Modibo Maïga
Modibo Maïga (* 3. září 1987) je malijský fotbalista hrající na postu útočníka, který v současnosti hraje saúdskoarabský klub Al Nassr. Od roku 2007 hraje za malijskou reprezentaci.

## Klubová kariéra

### Stade Malien
Od roku 2000 hrál za mládež malijského Stade Malien, později se dostal do A-týmu, ale v nestrávil tam ani rok. Odehrál pouze tři zápasy.

### Raja Casablanca
V létě 2004, ve svých 15 letech přestoupil do Raja Casablancy, vyhrál s ní Arabskou Ligu Mistrů a titul marocké ligy. V Casablance strávil 2 roky.

### Le Mans FC
V roce 2007, ve svých 20 letech přestoupil do francouzského Le Mans FC, podepsal čtyřletou smlouvu. 
Hrál zde po boku Gervinha a Stéphane Sessègnona.

### FC Sochaux-Montbéliard
V roce 2010 podepsal smlouvu s FC Sochauxem-Montbéliard. Během sezóny 2010-11 vytvořil společně s Brownem Ideye bezvadné duo, společně nastříleli 30 gólů. Hodně také pomohli ke kvalifikaci Sochauxu v Poháru UEFA.
12. srpna 2011 se rozhodl, že už za Sochaux hrát nechce, byl přesunut do B-týmu.
Na podzim 2011 se hodně mluvilo o jeho přestupu do Newcastle United za 7 000 000 £, ale bohužel selhal na lékařských prohlídkách.

### West Ham United FC

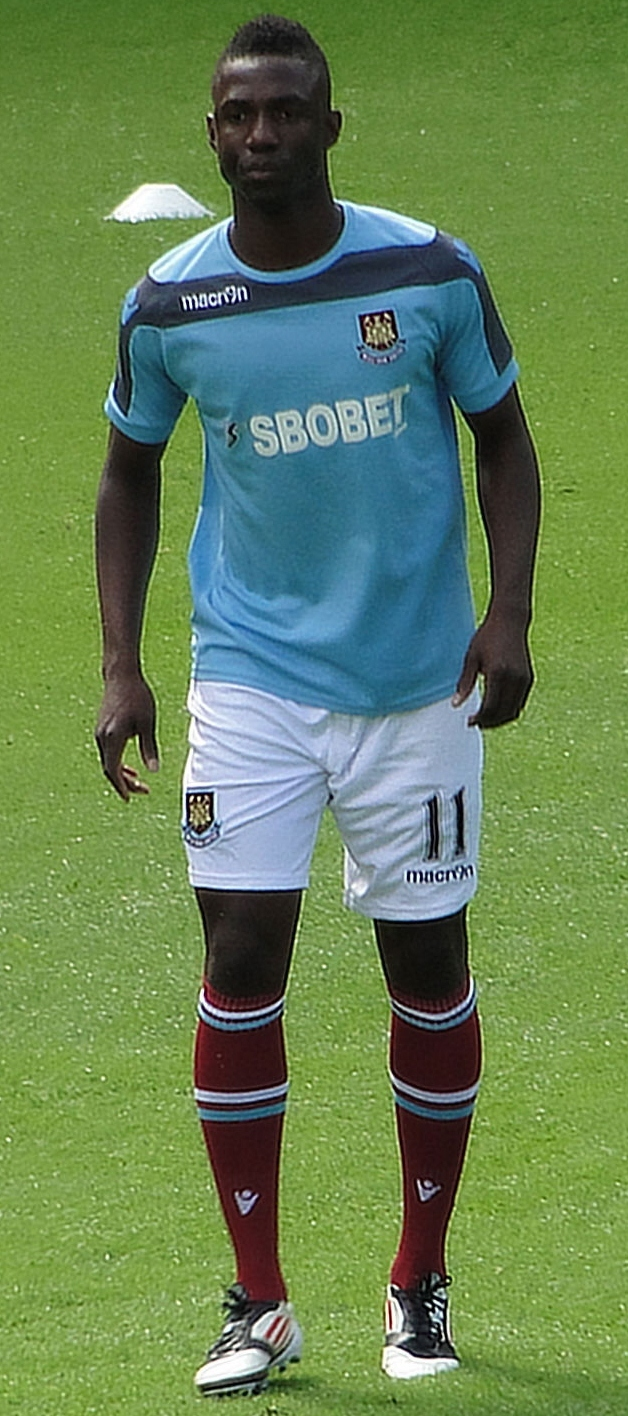
Modibo Maïga

17. července 2012 podepsal smlouvu s anglickým West Hamem United FC. Debutoval 18. srpna 2012 jako náhradník za Carltona Cola v 81. minutě v zápasu proti Aston Ville, bohužel prohráli 1:0. Ve West Hamu strávil 3 roky, hodně také strávil na hostováních, za West Ham odehrál 34 zápasů.

### Queens Park Rangers FC (hostování)
31. ledna 2014 odešel na hostování do Queens Park Rangers FC. Debutoval 1. února 2014 v zápasu proti Burnley FC.

### FC Méty (hostování)
V Srpnu 2014 odešel na hostování do francouzského FC Méty. Debutoval 1. září 2014 v zápasu proti SM Caen, vstřelil 2 góly, ale zápas i tak bohužel skončil prohrou 3:2.

### Al Nassr FC
V srpnu 2015 podepsal smlouvu se saúdskoarabským Al Nassr FC.